# Malwina Wędzikowska
Malwina Wędzikowska (ur. 24 lutego 1981 w Łodzi) – polska prezenterka telewizyjna, stylistka, scenograf i kostiumograf.

## Życiorys
Urodziła się i wychowała w Łodzi. Jest kuzynką prezenterki telewizyjnej Anny Wendzikowskiej. W 2005 ukończyła studia w Akademii Sztuk Pięknych im. Władysława Strzemińskiego w Łodzi
Była scenografem etiud filmowych Michała Sobieraja: Śnieg i Koma. Jako kostiumograf pracowała m.in. przy licznych etiudach filmowych i produkcjach telewizyjnych, m.in. Dancing with the Stars. Taniec z gwiazdami, The Voice of Poland, Top Model czy Kocham cię, Polsko!. Znalazła się w obsadzie aktorskiej filmu Zamiana, dla którego także przygotowywała kostiumy. Była ekspertką w programie Druga twarz i prowadziła program Ostatnia szansa w TTV. Była jurorką konkursu modowego Off Fashion w Kielcach. Jest stylistką Maryli Rodowicz. W 2017 wystąpiła w teledysku do utworu Andrzeja Piasecznego „Wszystko dobrze”. W 2022 została bohaterką reality show Rzeczy, których nie nauczyła mnie matka w TTV. W 2023 została prowadzącą program The Traitors. Zdrajcy w TVN.

## Życie prywatne
W latach 2010–2015 jej życiowym partnerem był Rinke Rooyens. Następnie związała się z Bartoszem Młodymstachem.

## Filmografia
Opracowano na podstawie materiału źródłowego:
Kostiumograf
- 2003: Czy dziewczyny spadają z nieba
- 2003: Koma
- 2003: Cykl
- 2004: Telefonowa głowa
- 2004: Maski
- 2004: Roomservice
- 2005: Lato Alicji
- 2005: Historie fryzjerskie
- 2006: Poza ciszą
- 2006: Autonaprawa
- 2007: Ważki
- 2007: Lolita
- 2009: Zamiana
- 2010: Nowe legendy miejskie
- 2010: Kawa w Gdańsku
- 2014: Ambicja

Aktorka
- 2009: Zamiana
- 2021: Gorzko gorzko!

## Nagrody
26 maja 2017 w Teatrze Polskim w Warszawie odebrała główną nagrodę w kategorii „Warsztat Audio Video” w konkursie KTR organizowanym przez Stowarzyszenie Komunikacji Marketingowej SAR za kostiumy do reklamy „BAL” z serii spotów Allegro Czego szukasz?.